# Parabolantenne
En parabolantenne er en type antenne til udsendelse og modtagelse af radiosignaler (mikrobølger).
Navnet kommer af, at antennens reflektor er parabelformet (med parablens åbning mod senderen), og dermed gør det muligt at fokusere parallelt indkommende stråler mod det punkt, hvor antennens mikrobølgehoved er placeret. Der udnyttes også en anden af parabolens specielle egenskaber; at alle indkommende parallelle stråler rejser lige lang vej til fokuspunktet, og dermed vil være i fase med hinanden. Dermed opnås en forstærkning af signalet.
Parabolantenner bruges i det meste satellitbaserede kommunikation og distribution; det gælder både overvågning, punkt-til-punkt-kommunikation og radio- / tv-transmissioner. Antennen skal da placeres indenfor satellittens dækningsområde, og rettes så nøjagtigt som muligt mod satellitten. Til transmissionsformål bruges geostationære satellitter, som går i en bane over ækvator lige syd for de nordeuropæiske lande (bare nogle grader til øst eller vest).
Antennerne bruges også i telekommunikation i såkaldte punkt-til-punkt radiolinjesystemer, selv om reflektoren her som regel er skjult bag et dæksel, så den ikke ser parabolformet ud.
Desuden er mange radarantenner parabolformede, hvad enten det drejer sig om små skibsradarer eller de store fly-overvågningsradarer anvendt af lufthavne og militæret. Her anvendes den til både at sende og modtage signalerne med.